# Cantone di Talmont-Saint-Hilaire
Il Cantone di Talmont-Saint-Hilaire è una divisione amministrativa dell'arrondissement di Les Sables-d'Olonne.
A seguito della riforma complessiva dei cantoni del 2014 è passato da 9 a 23 comuni.

## Composizione
Prima della riforma del 2014 comprendeva i comuni di:
- Avrillé
- Le Bernard
- Grosbreuil
- Jard-sur-Mer
- Longeville-sur-Mer
- Poiroux
- Saint-Hilaire-la-Forêt
- Saint-Vincent-sur-Jard
- Talmont-Saint-Hilaire

Dal 2015 comprende i comuni di:
- Avrillé
- Beaulieu-sous-la-Roche
- Le Bernard
- La Chapelle-Achard
- La Chapelle-Hermier
- Le Girouard
- Grosbreuil
- L'Île-d'Olonne
- Jard-sur-Mer
- Longeville-sur-Mer
- Martinet
- La Mothe-Achard
- Nieul-le-Dolent
- Poiroux
- Saint-Georges-de-Pointindoux
- Saint-Hilaire-la-Forêt
- Saint-Julien-des-Landes
- Saint-Mathurin
- Saint-Vincent-sur-Jard
- Sainte-Flaive-des-Loups
- Sainte-Foy
- Talmont-Saint-Hilaire
- Vairé